# VIe législature de la République italienne

Répartition des sièges par parti politique.

La VIe législature de la République italienne (en italien : La VI Legislatura della Repubblica Italiana) est la législature du Parlement de la République italienne qui a été ouverte le 25 mai 1972 et qui s'est fermée le 4 juillet 1976.

## Gouvernements
- Gouvernement Andreotti II
  - Du 26 juillet 1972 au 7 juillet 1973
  - Président du Conseil des ministres d'Italie : Giulio Andreotti (DC)
  - Composition du gouvernement : DC, PLI, PSDI
- Gouvernement Rumor IV
  - Du 7 juillet 1973 au 14 mars 1974
  - Président du Conseil des ministres d'Italie : Mariano Rumor (DC)
  - Composition du gouvernement : DC, PSI, PSDI,PRI
- Gouvernement Rumor V
  - Du 14 mars 1974 au 23 novembre 1974
  - Président du Conseil des ministres d'Italie : Mariano Rumor (DC)
  - Composition du gouvernement : DC, PSI, PSDI
- Gouvernement Moro IV
  - Du 23 novembre 1974 au 12 février 1976
  - Président du Conseil des ministres d'Italie : Aldo Moro (DC)
  - Composition du gouvernement : DC, PRI
- Gouvernement Moro V
  - Du 12 février 1976 au 29 juillet 1976
  - Président du Conseil des ministres d'Italie : Aldo Moro (DC)
  - Composition du gouvernement : DC

## Chambre des députés
| Groupe parlementaire | Nombre de sièges |
| -------------------- | ---------------- |
| DC                   | 266/630          |
| PCI                  | 179/630          |
| PSI                  | 61/630           |
| MSI-DN               | 56/630           |
| PSDI                 | 29/630           |
| PRI                  | 20/630           |
| PLI                  | 20/630           |
| PSIUP                | Aucun            |

## Sénat
| Groupe parlementaire | Nombre de sièges |
| -------------------- | ---------------- |
| DC                   | 135/315          |
| PCI                  | 74/315           |
| PSI                  | 33/315           |
| MSI-DN               | 26/315           |
| PSDI                 | 11/315           |
| PRI                  | 8/315            |
| PLI                  | 5/315            |
| PSIUP                | 11/315           |